# 2-Deoxi-D-glucose
2-Deoxi-d-glucose é uma molécula de glucose a qual tem o grupo 2-hidroxila substituído por hidrogênio, consequentemente não podendo sofrer glicólise posterior. Como tal; atua para inibir competitivamente a produção de glicose-6-fosfato de glucose no nível de fosfoglucoisomerase (etapa 2 da glicólise). Na maioria das células, a glicose hexoquinase fosforila a 2-deoxiglucose, aprisionando o produto 2-desoxiglucose-6-fosfato intracelularmente (com exceção do fígado e dos rins); assim, as formas marcadas de 2-desoxiglucose servem como um bom marcador para captação de glicose no tecido e atividade da hexoquinase.  Muitos tipos de câncer têm níveis elevados de captação de glicose e hexoquinase. A 2-desoxiglucose marcada isotopicamente com trítio ou carbono-14 tem sido um ligante popular para pesquisas de laboratório em modelos animais, onde a distribuição é avaliada por corte de tecido seguido por autorradiografia, às vezes em conjunto com microscopia eletrônica ou convencional.

## Metabolismo e importância em pesquisa médica
2-DG é absorvido pelos transportadores de glicose da célula. Portanto, as células com maior captação de glicose, por exemplo, células tumorais, também apresentam uma captação maior de 2-DG. Como o 2-DG dificulta o crescimento celular, seu uso como terapêutico contra tumores tem sido sugerido e, de fato, o 2-DG está em ensaios clínicos. Um ensaio clínico recente mostrou que 2-DG pode ser tolerado em uma dose de 63 mg/kg/dia, no entanto, os efeitos colaterais cardíacos observados (prolongamento do intervalo Q-T) nessa dose e o fato de a maioria dos cânceres (66%) dos pacientes progredir põe em dúvida a viabilidade deste reagente para uso clínico posterior. No entanto, não está completamente claro como o 2-DG inibe o crescimento celular. O fato de a glicólise ser inibida por 2-DG parece não ser suficiente para explicar por que as células tratadas com 2-DG param de crescer. Devido à sua semelhança estrutural com a manose, o 2DG tem o potencial de inibir a N-glicosilação em células de mamíferos e outros sistemas, e, como tal, induz o estresse do ER e a via da resposta a proteínas mal enoveladas.
Os médicos tem observado que o 2-DG é metabolizado na via das pentoses-fosfato pelo menos nos glóbulos vermelhos, embora a significância disso para outros tipos de células e para o tratamento do câncer em geral não seja clara.
O trabalho sobre a dieta cetogênica como tratamento para a epilepsia investigou o papel da glicólise na doença. A 2-desoxiglucose foi proposta por Garriga-Canut et al. como um mimetizador da dieta cetogênica e mostra grande promessa como um novo medicamento antiepilético. Os autores sugerem que o 2-DG funciona, em parte, aumentando a expressão do fator neurotrófico derivado do cérebro (BDNF), fator de crescimento nervoso (NGF), proteína associada ao citoesqueleto regulada por atividade ( ARC) e fator de crescimento de fibroblasto básico (FGF2). Tais usos são complicados pelo fato de a 2-desoxiglucose apresentar alguma toxicidade.
Um estudo descobriu que, combinando o açúcar 2-desoxi-D-glicose (2-DG) com fenofibrato, um composto que tem sido usado com segurança em humanos há mais de 40 anos para diminuir o colesterol e os triglicerídeos, um tumor inteiro efetivamente ser direcionado sem o uso de quimioterapia tóxica.
2-DG tem sido usada como um agente óptico de imagem direcionado para imagens fluorescentes in vivo. Nas imagens médicas clínicas (escaneamento PET), utiliza-se fluorodeoxiglucose, onde um dos 2 hidrogênios da 2-desoxi-D-glicose é substituído pelo isótopo emissor de positrões flúor-18, o qual emite raios gama emparelhados, permitindo a distribuição do rastreador a ser fotografado por câmeras gama externas. Isso é feito cada vez mais em conjunto com uma função tomografia computadorizada (TC) a qual faz parte da mesma máquina PET/TC, para permitir uma melhor localização de diferenças de captação de glicose em pequeno volume de tecido.
Foi relatada resistência a 2-DG em células HeLa e em levedura; neste último, envolve a desintoxicação de um metabólito derivado de 2-DG (2DG-6-fosfato) por uma fosfatase. Apesar da existência dessa fosfatase no ser humano (chamado HDHD1A), no entanto, não está claro se contribui para a resistência das células humanas ao 2DG ou afeta a imagem baseada em FDG.